# 阿夫唑嗪
阿夫唑嗪（英语：Alfuzosin），或译阿呋唑嗪，以Uroxatral等商品名出售，是一种α1阻滞剂类药物。它用于治疗良性前列腺增生。
作为α1肾上腺素受体的拮抗剂，它的作用是放松前列腺和膀胱颈的肌肉，使排尿更容易。
阿夫唑嗪于1978年获得专利，并于1988年被批准用于医疗用途。它于2003年在美国被批准用于治疗良性前列腺增生。2020年，它是美国第336位最常用药物，处方数量超过70万张。

## 副作用
最常见的副作用是头晕（由于体位性低血压）、上呼吸道感染、头痛、疲劳和腹部不适。其它副作用包括胃痛、胃灼热和鼻塞。阿夫唑嗪的不良反应与坦索罗辛相似，但逆行射精率降低70%。

## 化学
阿夫唑嗪含有立体中心，因此是手性的，具有两种对映体形式：(R)-和(S)-阿夫唑嗪。该药物以外消旋体形式使用，(RS)-阿夫唑嗪，是(R)-和(S)-形式的1:1混合物。
| 阿夫唑嗪对映体     | 阿夫唑嗪对映体     |
| ------------------ | ------------------ |
| CAS号：123739-69-5 | CAS号：123739-70-8 |

它以盐酸盐的形式提供。

## 社会和文化

### 商品名
它以商品名Alfosoft、Uroxatral、Xatral、Prostetrol和Alfural。